# Mopar

Logo

Mopar (afkorting voor "Motor parts") is de onderdelen- en servicetak van alle Amerikaanse automerken die vallen onder de vlag van Chrysler LLC. De term is in de jaren 1920 voor het eerst door Chrysler gebruikt. Het is nu een onderdeel van Stellantis.
In de eenentwintigste eeuw wordt de term in een breder verband gebruikt door autoliefhebbers, namelijk als verzamelnaam voor alle Chrysler-merknamen, waaronder Chrysler, Dodge en Plymouth. De oorzaak hiervoor is het feit dat de naam Chrysler werd gebruikt voor zowel de moedermaatschappij als een van de submerken. Om verwarring te voorkomen, is de naam Mopar ingevoerd om de moedermaatschappij aan te duiden.
De oorsprong voor het gebruiken van Mopar ligt ook in de Amerikaanse wetgeving. Na de beurskrach van 1929 en de daaropvolgende economische crisis werd door de 'Federal Trade Commission' een mandaat ingesteld, waardoor grote Amerikaanse autofabrieken niet hun eigen vervangingsonderdelen mochten verkopen, om monopolieposities te voorkomen. Hierdoor ontstond een aantal kleinere auto-onderdelenbedrijven, met de grote fabrikanten als aandeelhouders. Bij Chrysler was dit het bedrijf Motor Parts Corporation, bij Ford was dit MotorCraft en bij General Motors Delco en Remy, later Delco-Remy.